# Форвард конвертор
Форвард конвертор (енгл. forward converter) је посебна врста прекидачког извора напајања који се користи за добијање изолованог и контролисаног једносмјерног напона од неконтролисаног наизмјеничног улазног или једносмјерног напајања. Форвард конвертор је конвертор који користи намотаје трансформатора да повећа или смањи напон (то зависи од спрегнутости намотаја у трансформатору) и обезбјеђује галванску изолацију оптерећења.
Овај конвертор врши исту улогу као и флајбек конвертор, с тим што је енергетски много ефикаснији. Такође, у поређењу са фалјбек конвертором, он се користи за уређаје којима је потребана већи излазна снага (распона од 100 до 200 вати).

## Структура
Улога форвард конвертора није да акумулира енергију (као флајбек кенвертор) него да је преноси. Због тога језгро трансфорнатора нема ваздушни процјеп.
Његова основна структура се састоји од: 
- МОСФЕТА као контролног елемента
- Трансформатора чији је примарни намотај повезан серијски са МОСФЕТ-ом према улазу, а секундарни са филтром и исправљачким колом

Често се трансформатор сaстоји од три и више секундара, да би се добиле различите вриједности излазног напона који су потребни неком уређају.

## Рад
На Слици 2. приказан је форвард конвертор са једним МОСФЕТ-ом. Форавард конвертор преноси енергију за вријеме провођења МОСФЕТ-а. Током овог периода напон {\displaystyle V_{1}} је једнак улазном напону. Намотај {\displaystyle N_{2}} је исто усмјерен као и намотај {\displaystyle N_{1}}. 
Када МОСФЕТ проводи напон {\displaystyle V_{2}} (напон на намортају {\displaystyle N_{2}}) је једнак {\displaystyle V_{i}n}*{\displaystyle N_{2}}/{\displaystyle N_{1}}. Напон {\displaystyle V_{2}} побуђује струју {\displaystyle I_{2}} кроз диоду {\displaystyle D_{2}} која је током овог периода једнако струји {\displaystyle I_{3}} кроз калем L, која пуни транзистор {\displaystyle C_{o}ut}.
Током периода када МОСФЕТ не проводи, кроз намотаје {\displaystyle N_{1}} и {\displaystyle N_{2}} не тече струја. Тада се калем L празни кроз диоду {\displaystyle D_{3}}. Вриједност напона {\displaystyle V_{3}} је једнак нули (занемарујемо пад напона на диоди {\displaystyle D_{3}}).
Током периода када је МОСФЕТ закочен, могнетни флукс трансформатора мора да се смањи на нулу. Језгро се демагнетизује преко намотаја {\displaystyle N_{1}'} кроз диоду {\displaystyle D_{1}} до напона {\displaystyle V_{i}n}. Пошто {\displaystyle N_{1}'} има исти број навојака као и {\displaystyle N_{1}}, то демагнетизацији треба исто онолико времена колико је МОСФЕТ био укључен. Због тога МОСФЕТ треба да буде искључен најмање онолико времена колико је био укључен, па је максимални однос {\displaystyle t_{1}}/Т једнак 0.5 (гдје је {\displaystyle t_{1}} вријеме док је транзистор укључен а Т период једног циклуса).
Током времена {\displaystyle t_{2}} (док је МОСФЕТ искључен), напон на намотају {\displaystyle N_{1}'} је једнак излазном напону {\displaystyle V_{i}n}.
Овај напон ће бити трансформисан натраг на намотај {\displaystyle N_{1}} и тада је {\displaystyle V_{1}} = - {\displaystyle V_{i}n}.
Због овога напон дрејн – сорс ће се попети на {\displaystyle V_{d}s}>=2*{\displaystyle V_{i}n}.
Графици значајних напона и стуја су приказани на слици 2.
Излазни напон Воут је једнак средњој вриједности напона {\displaystyle V_{3}}. То доводи до формуле
{\displaystyle V_{out}=V_{in}{\frac {N_{2}}{N_{1}}}{\frac {t_{1}}{T}}}
Нека је тајање док је МОСФЕТ искључен минимално па је тада
{\displaystyle {\frac {N_{2}}{N_{1}}}=2{\frac {V_{out}}{V_{in}}}} и {\displaystyle N_{1}=N'_{1}\!}

## Форвард конвертор са два транзистора
Слика оваког форвард транзистора је дата на слици 3.
Оба МОСФЕТ-а су укључена у исто вријеме. Током времена када проводе, напон на примарном намотају је једнак улазном напону {\displaystyle V_{i}n}. Када МОСФЕТ-ови не проводе трансформатор ће се демагнетизовати преко диода {\displaystyle D_{1}} и {\displaystyle D_{2}} до напона улаза {\displaystyle V_{i}n}. У поређењу са форвард конвертором са једним МОСФЕТ-ом овај тип има предност у томе што МОСФЕТ-ови блокирају само улазни напон, а намотај {\displaystyle N_{1}'} није потребан. Самим тим спрегнутост намотаја трансформатора није твише критична. Са овим предностима овај конвертор је, у односу на тип са једним МОСФЕТ-ом, погодан за значајно веће излазне снаге (реда неколико kW).
Рачунања параметара су иста као код форвард конвертора са једним МОСФЕТ-ом. Разлика је у томе што је за прекид рада МОСФЕТ-а потрабан напон {\displaystyle V_{d}s} = {\displaystyle V_{i}n}.
Овај тип фпрвард конвертора се користи код електронски регулисанских апарата за варење метала једносмјерном струјом.

## Историја
Форвард конвертори у задњих 50 година домонирају на тржишту комерцијалних извора напајања који превазилазе снагу од 50 W.
Да би стекли прави утисак о развоју форвард конвертора треба напоменути следеће: Хајнрих Рудолф Херц (1857 – 1894) је у својим експериментима са електромагнетним таласима користио просто фалјбек коло. Аутомобил Форд Модел Т, који је производила компанија Форд од 1908. до 1927. године, је имао систем за паљење на бази флајбек конвертора. Бак енд буст конвертори су се пајавили током раних двадесетих, а марта 1956. Пејнтер је представио прву схему овог конвертора (слика 4).
Затим је 1963. Дадли користио Пејнтерово коло, међтим, он је користио излаз кола за ресетовање. Послије тога је влало слабо интересовање за овај конвертор, све до средине седамдесетих. Тек је тада, тачније 1975, форвард конвертор добио форму какву данс има. Ту верзију је предложила компанија филипс. Ова верзија је имала два транзистора и двије диоде за ресетовање и терцијелне намотаје.
Са Карстеновом верзијом из 1981. Форвард конвертор је широко прихваћен.

## Примјена
Као што смо рекли, форвард конвертор се користи код уређаја којим аје потребна већа излазна снага. Нађена му је веика примјена у технологији прекидачких напајања за компјутере, телевизоре и разне друге електронске уређаје. Такође, користи се код аутомобила, гдје се од малих напона акумулатора добијају велике снаге. Користе се и код уређаја за варење.